# کانتا ماکینو
کانتا ماکینو (ژاپنی: 牧野 寛太؛ زادهٔ ۲ ژوئن ۱۹۹۷) یک بازیکن فوتبال اهل ژاپن است.
از باشگاه‌هایی که در آن بازی کرده‌است می‌توان به باشگاه فوتبال ناگانو پارسیرو اشاره کرد.